# Vareilles, Yonne
Vareilles là một xã của Pháp,tọa lạc ở tỉnh Yonne trong vùng Bourgogne-Franche-Comté của Pháp.

## Thông tin nhân khẩu
| 1962                                                 | 1968 | 1975 | 1982 | 1990 | 1999 |
| ---------------------------------------------------- | ---- | ---- | ---- | ---- | ---- |
| 116                                                  | 151  | 120  | 152  | 174  | 199  |
| Số liệu lấy từ năm 1962: Dân số không tính hai trùng |      |      |      |      |      |